# Thomaston (Connecticut)
Thomaston – miasto w Stanach Zjednoczonych, w stanie Connecticut, w hrabstwie Litchfield.
W miejscowości były kręcone sceny do filmu Droga do szczęścia z 2008 roku.